# Ренолдс (Џорџија)
Ренолдс (Џорџија) (енгл. Reynolds) град је у америчкој савезној држави Џорџија. По попису становништва из 2010. у њему је живело 1.086 становника.

## Демографија
Према попису становништва из 2010. у граду је живело 1.086 становника, што је 50 (4,8%) становника више него 2000. године.
| Група             | 2000.       | 2010.       |
| Белци             | 503 (48,6%) | 568 (52,3%) |
| Афроамериканци    | 524 (50,6%) | 477 (43,9%) |
| Азијати           | 4 (0,4%)    | 4 (0,4%)    |
| Хиспаноамериканци | 8 (0,8%)    | 28 (2,6%)   |
| Укупно            | 1.036       | 1.086       |